# Calligenethlon
Calligenethlon is een geslacht van uitgestorven embolomere reptiliomorfen uit het Laat-Carboon van Joggins, Nova Scotia. Het is de enige definitief geïdentificeerde embolomeer van de Joggins Fossil Cliffs en is de grootste tetrapode die bewaard is gebleven in boomstronken van lycopoden.

## Naamgeving
De typesoort Calligenethlon watsoni werd in 1934 benoemd door Margaret C. Steen. Steen gaf geen etymologie van de geslachtsnaam. Het Grieks καλλιγενής betekent 'van edele geboorte' en ἄεθλον betekent 'trofee'. De soortaanduiding eert David Meredith Seares Watson.
Het holotype is RM 2.1122, een schedel met wat postcrania gevonden bij Joggins. In feite gaat het om twee individuen zoals blijkt uit de aanwezigheid van vier sleutelbeenderen.
Synoniemen zijn Atopotera moneres Steen, 1934 (holotype RM 2.1193a) en Dendryazousa dikella Steen, 1934 (holotype BM(NH) R.4553).
Steen gaf geen heel onderscheidende beschrijving. Exemplaren waren al in de negentiende eeuw gevonden. Vaak werden specimina alleen op grond van hun geringe lengte aan de soort toegewezen. In 2020 gaf Gabrielle Adams een verbeterde beschrijving op grond van een in 2010 beschreven veel completer exemplaar, specimen NSM 994GF1.1., het enige dat buiten een boomstronk is gevonden. Adams erkende veertien specimina, waaronder RM 12115, NCM 10050, NMC 10096 (de enige bekende hersenpan), NMC 10119, DMSW B.224, BM(NH) R.442, NSM 988GF70.1 en het postcraniaal skelet met darmbeen RM 20.4984.

## Beschrijving
Specimen RM 20.4984 wijst erop dat Calligenethlon zo'n tweemaal langer werd dan eerder gedacht, ruwweg een halve meter.
Het schedeldak is smal met evenwijdige zijranden. Er is geen spoor van lateraallijnen voor elektrische sensorische organen. Het tabulare is groot met een langwerpige hoorn die ver achter het achterhoofd uitsteekt. Deze hoorn ligt in het verlengde van en evenwijdig met het zijprofiel van het schedeldak. Het surangulare van de onderkaak draagt een horizontale kam. De tanden zijn kegelvormig en recht, vrij ver uit elkaar staand.
Het pleurocentrum van de atlas is aan de bovenkant volledig verbeend maar aan de onderkant slechts gedeeltelijk. In de wervelkolom zijn de achterste pleurocentra robuust en sterk verbeend, altijd groter dan tussenliggende intercentra. De intercentra zijn wigvormig in zijaanzicht. De voorste zijn aan de bovenkant niet volledig verbeend maar meer achterwaarts in de reeks neemt de verbening toe, vooral in grotere individuen. 
De interclavicula heeft een sterk gerafelde voorrand. In de schoudergordel zijn de verschillende takken van de elementen relatief sterk ontwikkeld. Een anocleithrum is aanwezig. Het opperarmbeen mist een foramen entepicondylare, dus een opening in de beenstijl naar de binnenste distale gewrichtsknobbel. De beenstijl naar de buitenste knobbel is extreem ontwikkeld evenals de processus olecrani van de ellepijp. Dat wijst op een krachtige afzet van de voorpoot. Het darmbeen draagt een extreem lang en lichtgebouwd achterblad.

## Fylogenie
Calligenethlon was in 1934 de eerste embelomeer die uit Amerika werd beschreven. Hij werd oorspronkelijk in de Archeriidae geplaatst. In 1970 werd hij door Panchen in de Eogyrinidae geplaatst. Adams vond Calligenethlon in een analyse als de zustersoort van Tulerpeton.